# 콜레라

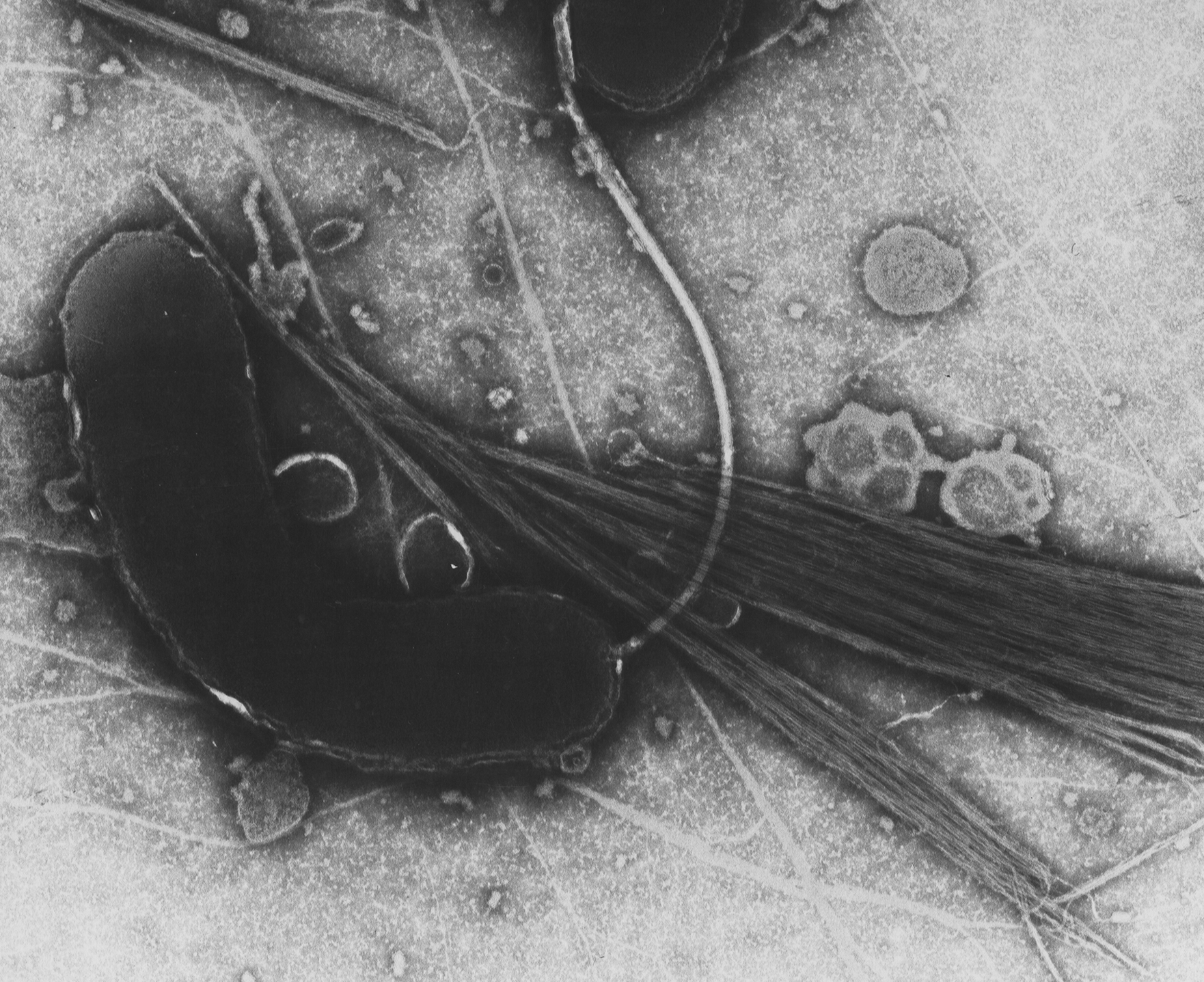
콜레라균

콜레라(영어: cholera) 또는 호역(虎疫)은 수인성 전염병이며, 콜레라균(Vibrio cholerae)이 일으킨다. 감염되면 설사와 탈수 증세를 보인다. 심한 탈수 증세를 보여 심하면 사망에 이를 수 있다. 한국에서는 괴질(怪疾)로 불렸으며, 신사년(1821년)에 처음 유행한 괴질이라는 의미에 신사년 괴질로 불렸다. 구한말 일본에서 콜레라라는 세균명이 들어오면서 음차하여 호열랄(虎列剌)로 불리다가 호열자(虎列刺)와 혼용되었다. 대한민국에서는 제1종 법정 전염병으로 지정되어 있다. 아프리카 등 적도지방에서 흔하며 대한민국에서는 현재 극히 드물게 발생한다. 최근에는 새로운 종류의 콜레라인 "엘토르 타입 콜레라" 또한 존재한다.

## 원인
콜레라균에 감염되는 이유는 주로 오염된 식수나 날것 또는 덜 익은 해산물이 감염원인이 될 수 있으며, 오염된 손으로 음식을 조리하거나 섭취할 때 발생할 수 있습니다. 또는 콜레라 환자의 분변이나 구토물로 속에있는 콜레라 균에 의해 감염되는 경우나 오염된 음식이나 물을 통해 감염되는 것이 일반적입니다 감염 증상을 일으키는 데는 많은 수의 균(약 1억~100억 개)이 필요하나, 무산증 환자(위액의 산도(酸度), 특히 염산량(鹽酸量) 저하 또는 결여된 상태의 위산 결핍증)나, 혹은 위 절제술을 받은 사람은 더 적은 수의 균으로도 감염될 수도 있습니다

## 진단 방법
대변 검사로 균 배양 및 검출을 시행하고, 혈액 검사로 신부전 및 전해질 불균형(나트륨, 칼륨, 염소, 중탄산염, 음이온차, 삼투압) 등의 이상 증상이 동반되었는지를 확인한다.
특징적인 임상증상과 함께 분변 배양 검사를 통하여 콜레라균이 검출되면 콜레라로 진단할 수 있다. 임상에서는 현미경으로 콜레라균의 특징적인 움직임을 확인하고, 항혈청(항체를 포함하는 혈청) 투여 시 균의 움직임이 저지되는 것으로 진단하기도 한다. 콜레라균에 대한 항독소나 항체 수의 상승을 확인하는 방법 등을 이용하기도 하지만 임상적 유용성은 떨어진다.

## 치료 방법
수액 주입으로 손실된 수분과 전해질을 공급하고 체내 전해질 불균형을 교정하는 것이 주된 치료 방법이다. 구토가 없고 중증의 탈수가 동반되지 않는 경우에는 경우 수액 보충이 가능하다.
항생제를 투여하면 증상의 진행 속도를 늦출 수 있다. 테트라사이클린(tetracycline), 독시사이클린(doxycycline), 박트림(bactrim), 시프로플록사신(ciprofloxacin) 등의 항생제가 사용된다.

## 경과 및 합병증
치료하지 않을 경우 급속하게 탈수가 진행되고 혈액 내 산 성분이 많아지는 산혈증(혈액의 pH가 정상 이하로 떨어지는 상태.) 및 순환기계 허탈이 발생한다. 병이 진행되면서 신부전이 동반되지만 이는 대개 회복 가능하다. 중증 콜레라의 경우 4~12시간 만에 쇼크에 빠지고 18시간~수일 내에 사망할 수 있다. 치료하지 않으면 사망률은 50% 이상이지만 적절한 치료가 이뤄지면 사망률은 1% 이하이다.

## 관련 도서
- 《감염지도》 저자 : 스티븐 존슨
- 《감염도시》 저자: 스티븐 존슨

## 역사

### 전염 사례

#### 2000년대
콜레라의 전염력은 지금까지 7 차례의 세계적인 유행성 콜레라가 발생하였다. 2006년에도 7기 전염이 되고 있었다. 2009년 1월 29일 짐바브웨에서 유행 중인 콜레라 사망자가 3000명에 이르고, 또한 계속 증가하고 있다.

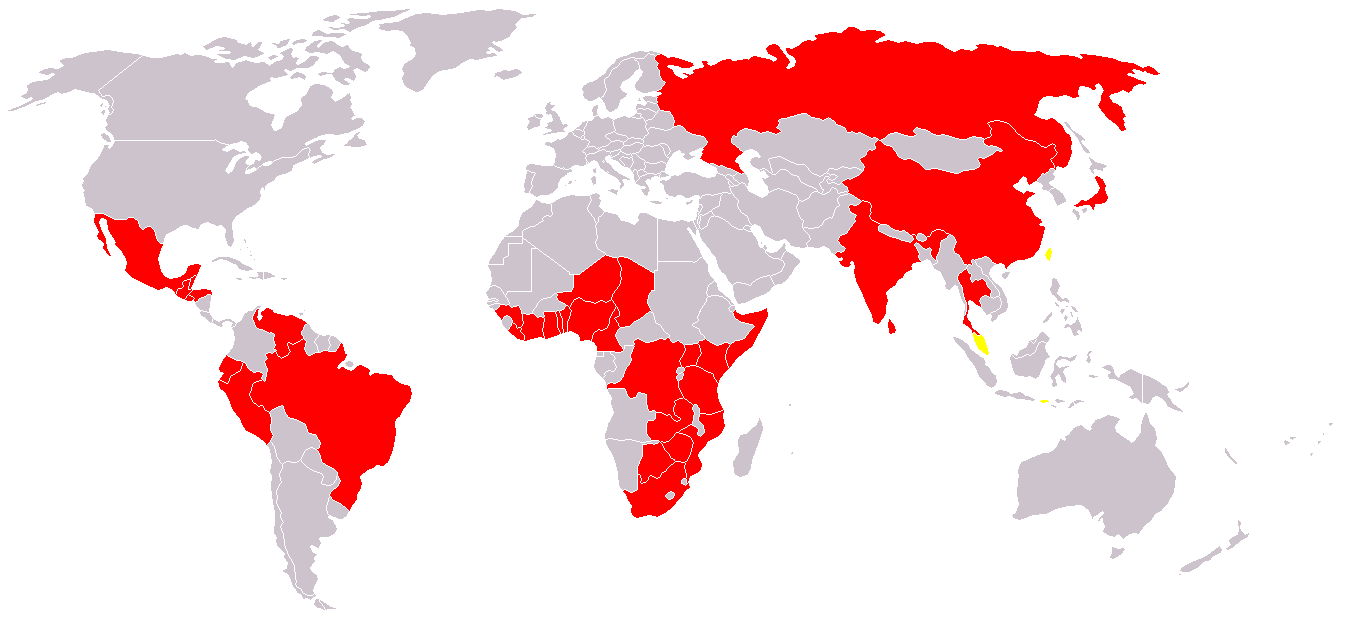
콜레라 발생 지역

#### 세계적 유행성 확산
아시아에도 옛날부터 존재했었지만, 세계적인 유행성 확산을 나타낸 것은 19세기에 접어들면서부터이다.
콜레라의 초기 발생 지역은 인도의 갠지스강 하류의 벵골에서 방글라데시에 걸친 지역으로 생각된다. 가장 오래된 콜레라의 기록은 기원전 300년 경의 것이다. 그 다음은 7세기 중국과 17세기 자와섬에서 콜레라로 추정되는 악성 역병의 기록이 있지만, 세계적인 대유행은 1817년에 시작된다. 이 해 캘커타에 생긴 유행성 콜레라는 아시아 전체로 확산되었으며, 아프리카에도 퍼져서 1823년까지 계속되었다. 일부는 일본에도 영향을 미쳤다. 1826년부터 1837년까지 크게 유행하여 아시아, 아프리카뿐만 아니라 유럽과 남북 아메리카에 확산된 전 세계적인 규모였다. 이후 1840년부터 1860년, 1863년, 1879년, 1881년, 1896년, 1899년, 1923년 총 8 차례에 걸친 아시아 형의 대유행이 있었다. 그러나 1884년 독일의 세균학자 로베르트 코흐에 의해 콜레라균이 발견되고 의학의 발전으로, 방역 체제가 강화됨과 동시에 아시아형 콜레라의 세계적 유행은 진정되었다.
하지만 남아시아 지역에서는 콜레라가 여전히 남아서 유행이 반복되었고, 중국에서는 1909년, 1919년, 1932년에 대유행이 있었으며, 인도에서는 1950년대까지 모두 만 명 단위의 사망자를 낼 정도였다.
1817년, 인도에 새로운 병이 유행했다. 몇 시간 이내에 건강한 사람을 시체로 만들만큼 격렬한 설사와 구토를 유발했다. 사람들은 흑사병이 무서운 병이라고 하지만, 역사상 흑사병보다 더 많은 사람이 콜레라로 죽어갔다. 가난과 비위생적인 환경이 만들어낸 병이었다. 이 때문에 상수도와 하수도 시설을 정비하고, 공중위생법과 공공 의료법이 만들어졌다. 아직도 콜레라의 유행은 계속되고 있기에 우리가 조심해야 할 부분이다.

#### 엘토르 타입 콜레라
한편, 엘토르 타입의 콜레라는 1906년 시나이반도의 엘 토르(El Tor)에서 발견되었다. 이 유행은 1961년부터 인도네시아에서 시작하여 개발 도상국을 중심으로 세계적인 확산을 했으며, 1991년에는 페루에서 대유행이 발생했고, 선진국에서도 산발적인 발생이 보고 되고 있다. 1992년에 발견된 O139균은 인도와 방글라데시에서 유행을 했었지만, 세계 규모의 확대는 되지 않았다.

## 증상

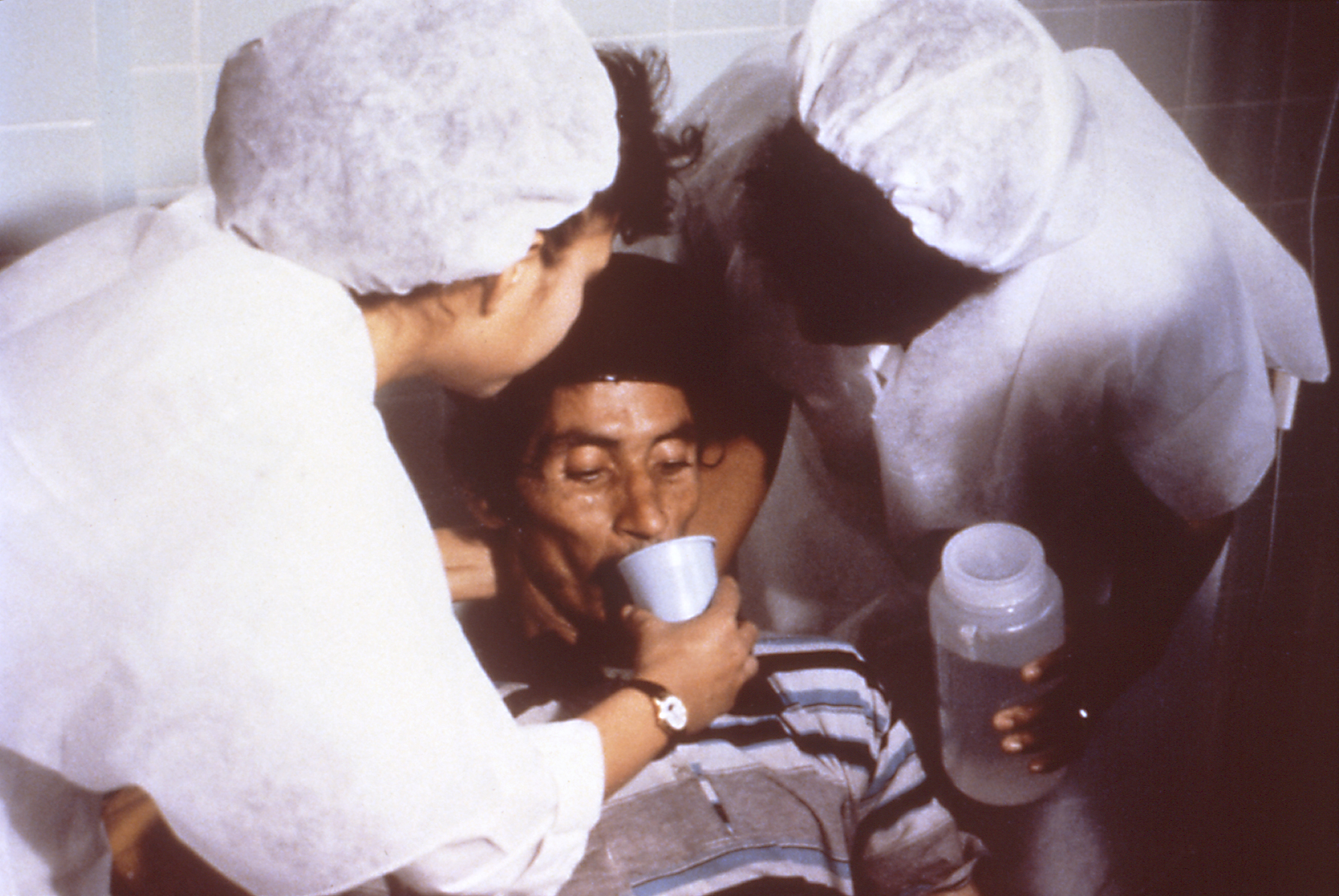
경구수액을 받는 콜레라 환자

잠복 기간은 5일 이내로 보통 2~3일이며, 빠르면 몇 시간만에 나타나기도 한다. 잠복기가 지난 후 과다한 물 같은 설사가 갑자기 시작되어 하루 20~30차례 발생하며, 구토가 동반될 수 있으며, 설사로 인한 순환기계 허탈 증세와 쇼크를 나타낼 수 있다. 보통 복통은 없다. 심한 경우 쌀뜨물 같은 설사와 함께 구토, 발열, 복통이 있을 수 있고, 극심한 설사로 인해 심한 탈수현상을 초래하여 적절한 치료를 하지 않으면 사망할 수도 있다.
무증상 감염자나 만성보균자가 존재할 수 있으며, 엘토르 형은 무증상 또는 경미한 감염의 빈도가 높다. 고전적인 콜레라형의 경우, 환자:불현성보균자의 비율이 1:4 정도인 데 비해, 엘토르 형의 경우 1:36이기 때문에, 콜레라에 감염되었을 가능성이 있는 모든 의심자를 격리하지 않을 경우 주변에 콜레라가 확산될 위험이 높아진다. 치료하지 않는 경우 전형적인 환자의 25-50%에서 치명적일 수 있으나, 최근에 발생하는 엘토르 형의 경우에는 적절한 치료를 하는 경우 사망률은 1.2% 미만이다.

## 발병 사례

### 대한민국
20세기인 1960-1970년대에도 유행했었으나 21세기에 들어선 2001년 크게 유행하여 162명의 환자가 밝혀졌으며, 2004년 10명, 2005년 16명, 2006년 5명, 2007년 7명, 2016년 8월 31일 3명, 2016년 9월 18일 4명의 환자가 보고되었다.

### 쿠바
동남부 지역에서 ‘콜레라대유행’이 발생해 공포를 자아내고 있다. 현재까지 3명이 사망하고 53명이 감염된 것으로 보고된 이번 콜레라대유행은 쿠바혁명이 있은 1959년 이후 처음 있는 일이다.

## 같이 보기
- 가루지기 타령 - 콜레라로 추정되는 역병에 걸려 죽은 변강쇠의 장례 치르는 이야기